# Adolf Ax
Adolf Ax (23 de junho de 1906 - 6 de fevereiro de 1983) foi um oficial alemão que serviu na  durante a Segunda Guerra Mundial. Foi condecorado com a Cruz de Cavaleiro da Cruz de Ferro.